# Severák
Severák je název vrcholu (808 m n. m.) a horské chaty v Jizerských horách, nad Hraběticemi. Díky řadě vleků se Severák stal významným střediskem lyžování v Jizerských horách. Zajímavostí tohoto lyžařského areálu je přemostění silnice sjezdovou tratí. Necelého ½ km vjv. se na sousedním vrcholu, odděleném pouze mělkým sedlem, nalézá rozhledna Slovanka.

## Galerie

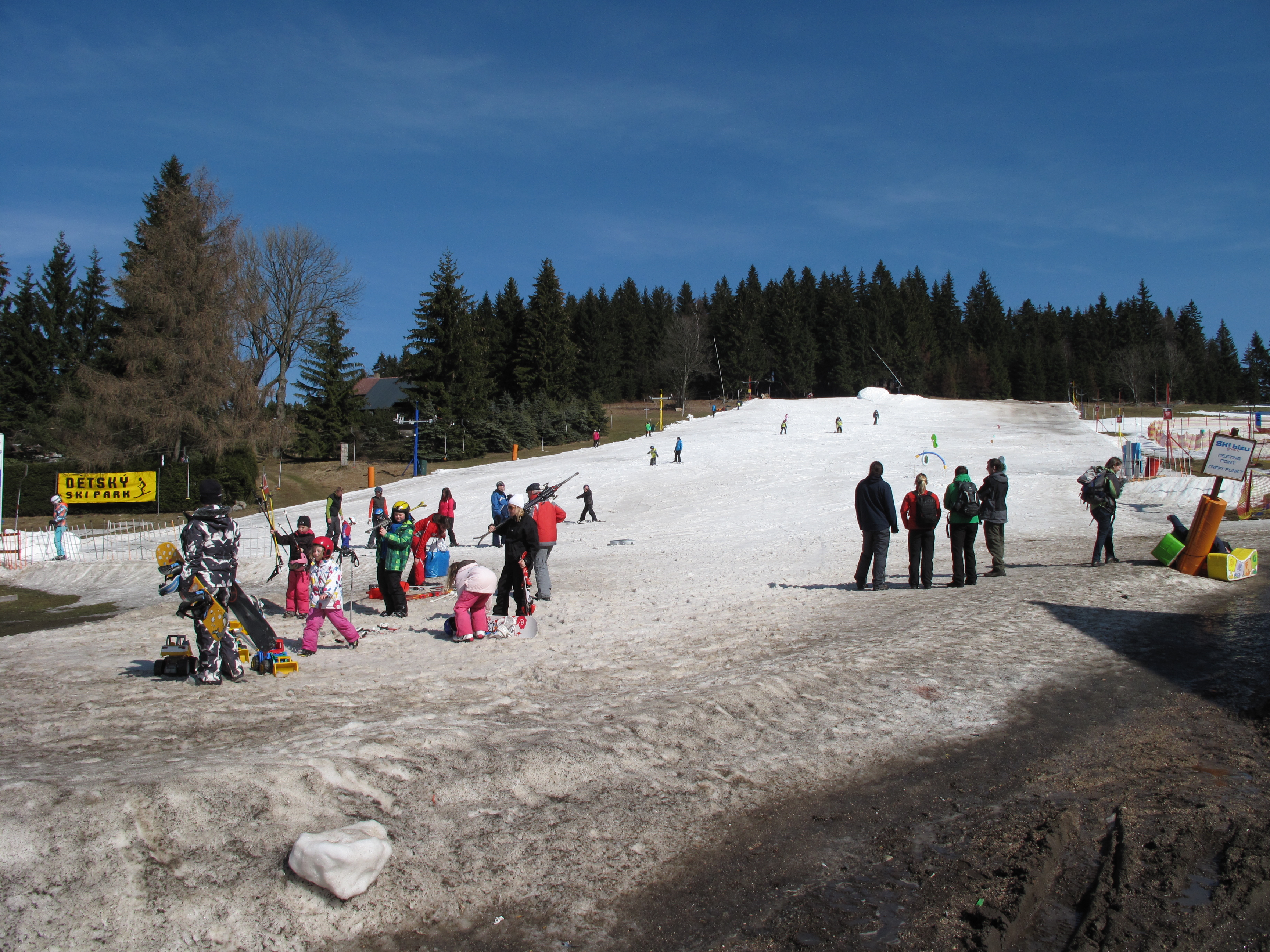
Lyžaři
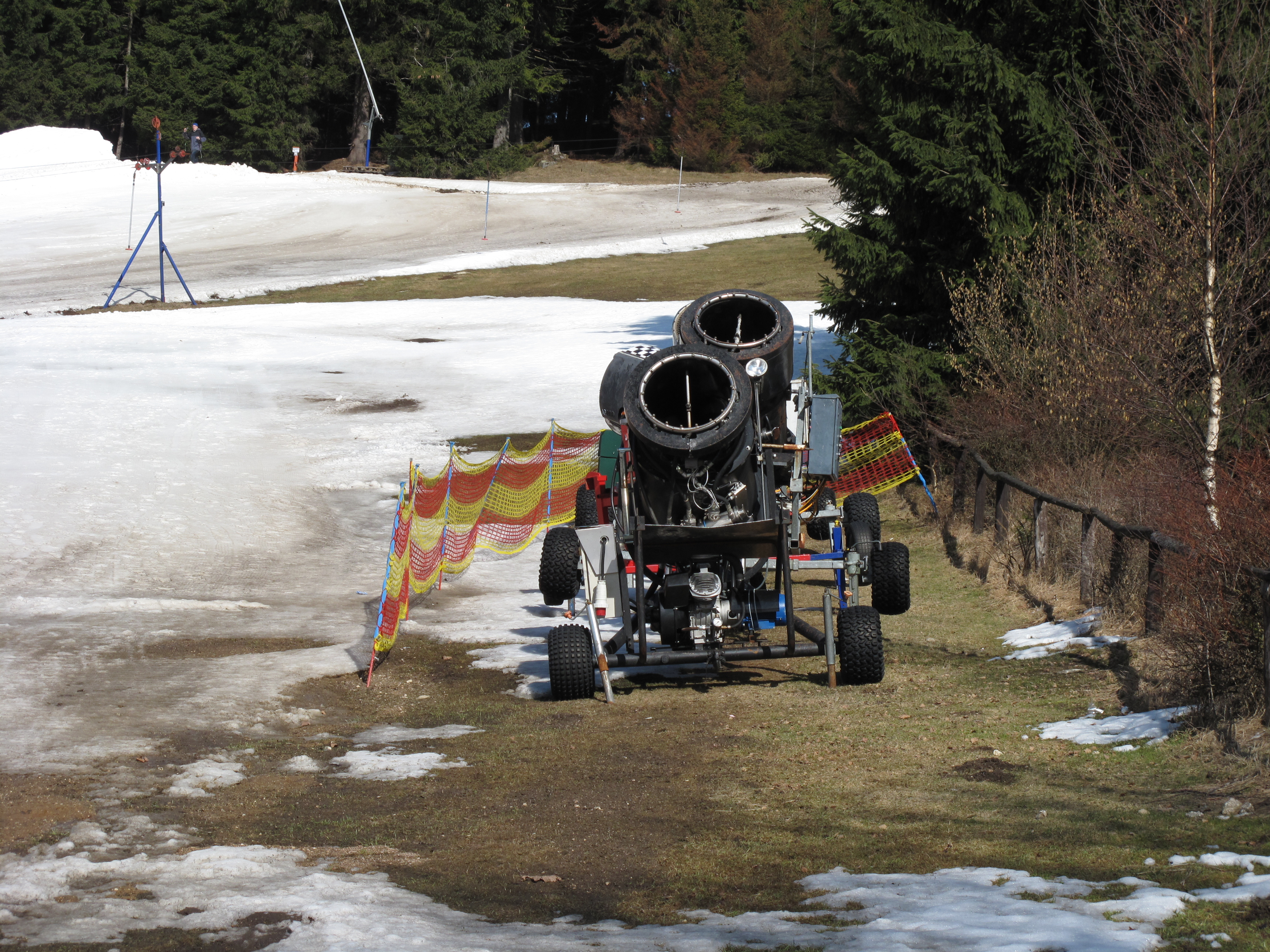
Sněhová děla
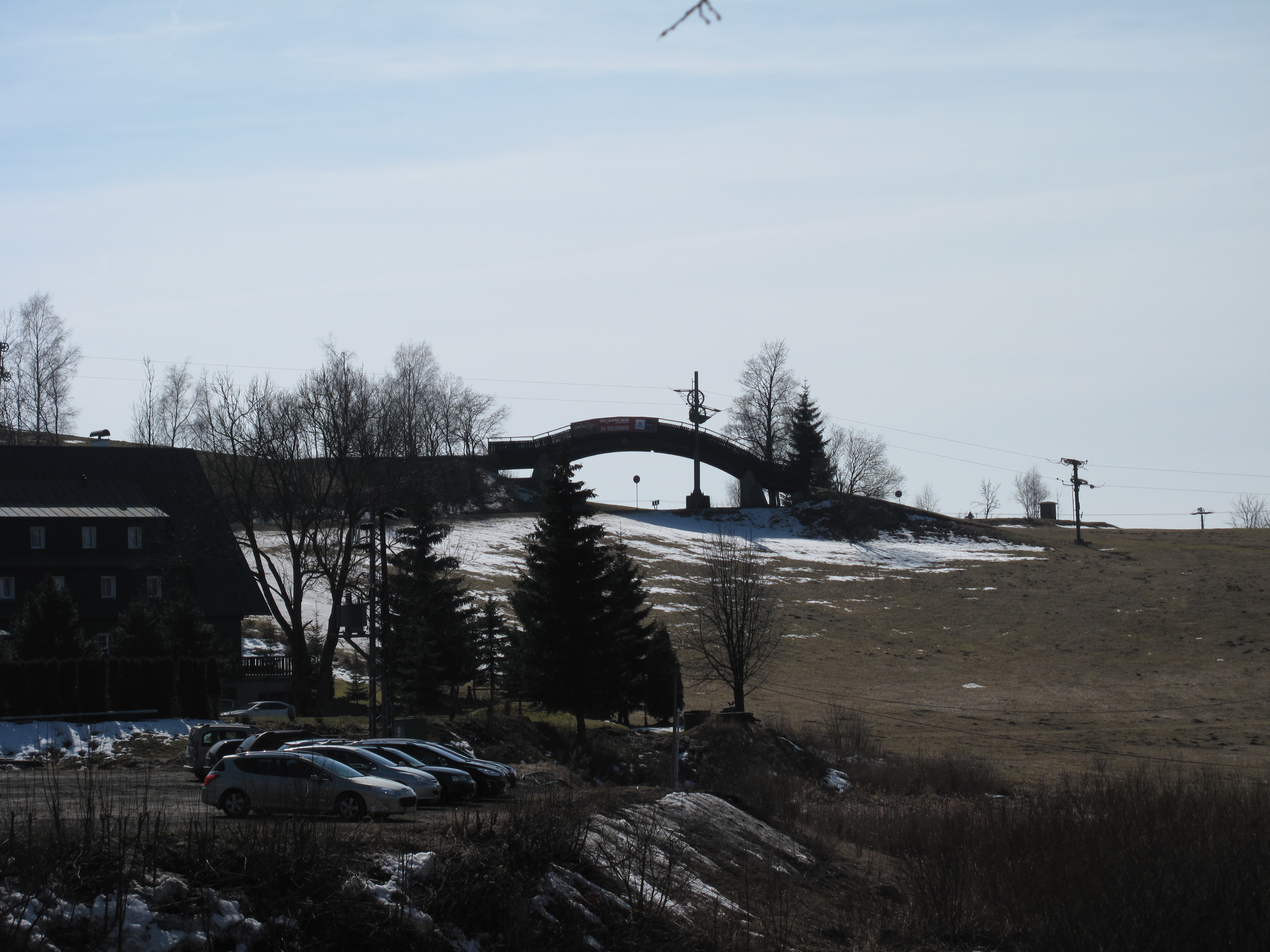
Přemostění silnice